# Meliatsky profil
Meliatsky profil je přírodní památka v oblasti Slovenský kras.
Nachází se v katastrálním území obce Meliata v okrese Rožňava v Košickém kraji. Území bylo vyhlášeno či novelizováno v roce 1989 na rozloze 15,4282 ha. Ochranné pásmo nebylo stanoveno.